# Acleris abietana
Acleris abietana es una especie de polilla del género Acleris, tribu Tortricini, familia Tortricidae. Fue descrita científicamente por Hübner en 1822.
Se distribuye por Francia, Alemania, Austria, Noruega y Japón. El período de vuelo ocurre en los meses de febrero, marzo, abril, septiembre, octubre, noviembre y diciembre.

## Descripción
Posee una longitud de 12,5 milímetros y su envergadura es de 18-25 milímetros.